# Липовець
Ли́повець — місто в Україні, адміністративний центр Липовецької міської громади Вінницького району Вінницької області.

## Географія
Місто Липовець розташоване у центральній частині України, на обох берегах річки Соб, в межах міста в яку впадають річки: Будківка (ліва притока р. Соб, тече від сіл  Нападівка і Вікентіївка), Скакунка (в давнину – Кунка, права притока річки Соб, тече від с. Лукашова), Кам'янка (права притока р. Соб, тече від с. Берестівка), Поганка (ліва притока р. Соб, тече від сіл Росоша, Скитка, Хороша), Мордована (ліва притока р. Скакунка, починається біля лікарні). Місто знаходиться на відстані 42 км на південний схід від обласного центру міста Вінниці та за 213 км на південь від столиці України.

## Походження назви
Найімовірніша легенда походження назви міста, яке як населений пункт відомий з другої половини XVI століття, як Айсин-на-Собі (дослівно поселені на річці Соб). Північна частина міста й дотепер зберегла в собі цю назву відому тепер як Гайсин.
Згідно з переказів де зараз центральна частина міста був збірний пункт татарських орд, відомих під назвою Липани або липки, які були перебували на службі у Великому князівстві Литовському та Речі Посполитій.

## Історія

### Середньовіччя
Про наявність поселення на місці сучасного Липовця свідчать знахідки тут античних монет V ст. до н. е. — II ст. н. е. Перша письмова згадка про Липовець датується 1545 роком. Також існує гіпотеза, що відзначене у Руському літописі за 1150 рік поселення Куниль лежало в межах сучасного мікрорайону міста Скакунка.
Липовець виник на давньому чумацькому шляху в верхній течії річки Соб у межах історичної землі Брацлавщини.
В XVI столітті Айсин Верхній (як тоді звалось поселення) приваблює переселенців з Волині і з 1601 року переходить під власність найбільшого тоді українського магната князя Януша Острозького. За якого місто не здобуло позитивної слави, а навпаки — місцеві жителі залучалися до грабіжницьких наїздів на сусідні володіння. Найбільше кривд отримувало володіння брацлавського підкоморія і королівського секретаря Лаврина Пісочинського та його підданих з Жорнищського маєтку. Такі акції відбувалися 25.05.1599 р., 3.05.1603, 6.10.1605 та ін. У 1606 р. король Сигізмунд ІІІ надає місту Липовець (Айсин) магдебурзьке право і дозвіл на проведення в ньому щорічно двох двотижневих ярмарків, щотижня торгів і тримання корчми. В 1628 році тут нараховувалось 1100 будинків, або в півтора рази більше, ніж у Вінниці. Був свій староста — Ярош Чернявський.

### Козацький і гайдамацький період
З початком визвольної війни під проводом Богдана Хмельницького його соратник Максим Кривоніс відбиває Липовець у магната, князя Єремії Вишневецького. В 1649 році Липовецька козацька сотня входить до Кальницького полку. Його полковника Івана Богуна звільняють від облоги у Вінниці після перемоги полків Йосипа Глуха і Мартина Пушкаря під стінами Липовецького замку над ударними силами польського гетьмана Марціна Калиновського 19 березня 1651 року (докладніше дивіться Липовецька битва). За це через два роки польський полководець Стефан Чарнецький спалив Липовець і він надовго перетворився на звичайне село.
У XVIII столітті його кілька раз здобували гайдамаки, що стало основою сюжету історичної драми Івана Кочерги «Алмазне жорно». В цей час Липовець стає центром «губернії Липовецької» князів Любомирських, які спродують його графу[джерело?] Лукашеві Струтинському, який став першим дідичем, що замешкав у Липовці. Це сприяло його відродженню. Коли в 1775 році тут нараховувався 251 будинок, то після Струтинських — в 2 рази більше.

### Липовець після поділів Польщі

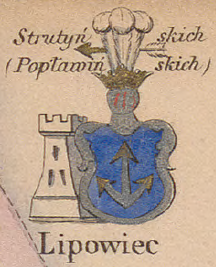
Липовець на мапі Зигмунда Герстмана

Після другого поділу Польщі в 1793 році Липовець відійшов до Росії, став повітовим містом Київської губернії і йому високим імператорським указом був присвоєний герб у вигляді срібного бика на червоному тлі.
Після другого і третього поділів Польщі Липовець — центр округу Брацлавського намісництва, а з 1797 року — повіту Київської губернії. З 1804 року тут з'являється повітовий суд, тюрма, військові казарми, кінно-поштова станція (з 1833 р.). В поліції на чолі із справником нараховувалось 15 чол.
У 1803—1822 роках збудовується Католицький костьол, де першим настоятелем був син шведського Карла Густава барон Трухзес. У 1818 на пожертвування купця Таранова споруджується Соборно-Воскресенська церква, у якій пізніше розпочинав свою церковну кар'єру перший митрополит УАПЦ Василь Липківський. Була й синагога. Через місто проїжджали такі відомі люди, як полководець Петро Румянцев (1780 р.), поет Олександр Пушкін (1821 р.) і Тарас Шевченко (1846 р.). Онук власника Лишвця — Юліус Струтинський — став відомим польським письменником.
У 1829 році в містечку пройшов останній в Україні суд про чари. Місцевий священик Федір Блонський звинуватив липівчанку Катерину Мартиновську у тому, що якось проїжджаючи повз жінка схопила з воза соломи і капустяних листків і почала кидати у священика, намагаючись тим самим його «зурочити». Судове слідство тривало 2 роки, після чого Катерину Мартиновську було виправдано, а звинувачення отця Блонського визнали наклепом.

### Від польського повстання до початку І світової війни
В Липовці ведеться антицаристська агітація, про що відомий філософ, герой книг Олександра Герцена, який в 1821 році вчився тут, Володимир Печерін, писав: «Полковник Пестель був нашим близьким сусідом. Його просто обожнювали… Офіцери безперервно просили про перевід в полк до Пестеля: „Там свобода! Там благородство! Там честь!“».
Полк, який стояв у Липовці, не зміг виступити через арешт керівника Південного товариства декабристів. Пізніше, в 1831 році, батько В. С. Печеріна, майор, брав участь у придушенні польського повстання, а син емігрував за кордон.
Кріпосницький Липовець не мав промисловості і нараховував лише 77 ремісників. Поміщикам належали 2 поташних заводи, 2 черепичних і винокуренний. Інші жителі чумакували, возили зерно в Одесу, ішли в найми. Не дивиною були пасіки у 200, 300,400 і навіть 2000 вуликів. У 1861 році населення міста склало 6290 чол., велику частку якого становили євреї. Із запровадженням волосного поділу повітів Липовець, залишаючись повітовим містом, став ще й центром волості, тут розмістилось волосне правління. Волость налічувала 23 населених пункти (1 містечко, 16 сіл, 5 хуторів та ферма).
«Важливість Липовця для Київської губернії полягає в тому, що в ньому зосереджується управління повітом» — писалось в одному із енциклопедичних словників. Липовецький повіт простягався від Очеретні до Умані і мав площу 2428 кв. верст при населенні 211 тис. чол.
Після реформи 1861 року через 3 роки утворюється міська Дума, яка фактично почала функціонувати з 1895 року.
Розвинулась місцева промисловість: 4 водяні і 1 паровий млини, 2 заводи мінеральних вод, пивоварний завод М. Жорницького, друкарня, дві махорочні фабрики, 2 цегельних заводи, чавунно-ливарна майстерня, 11 кузень. Було 120 торгових лавок.
1900 року Липовець разом із передмістями Березівка, Замчисько та Скакунки мав 11 207 осіб населення, 3 церкви, костел, синагогу, 3 єврейських молитовних будинки.
У Липовці діяли двокласна (вищепочаткова) школа, комерційна школа (з 1910 р.), гімназія (з 1918 р.), лікарня (30 ліжок при 3-х лікарях), 1 бібліотека (з 1897 р.), 1 клуб, 2 готелі, пошта. На телефонній станції рахувалось 22 абоненти по місту і 8 — по повіту.
Напередодні першої світової війни, в 1913 році дано дозвіл Д. Данерману на електрифікацію Липовця, Я. Коботянському та Н. Бугаєвському на будівництво кінотеатру, промощено дорогу до залізниці Козятин-Христинівка.
У цьому ж 1913 році в Липовці вже проживало 13108 жителів.
Чимало з них займались революційною діяльністю. Липовчанин С. С. Наумов став активним членом Південно-Російського Союзу робітників, на смерть якого одеський пролетаріат відгукнувся віршем «Пам'яті складача Наумова». Відомі хвилювання селян у 1905 і 1917 роках. Інтелігенція міста збиралась на вечори до композитора Петра Столярського, де вільно висловлювали думки і декламували Тараса Шевченка.

### Радянський період 1923—1991
В 192З році Липовець став районним центром Бердичівського округу, а з 1925 року — селищем міського типу Вінницької області.
Згодом було організовано чотири колгоспи. В 1930 році створено машинно-тракторну станцію, а пізніше — міжрайонну майстерню капітального ремонту, були засновані промисловий і харчовий комбінати. Діяли промартілі, хлібопекарня, швейна майстерня, гранітний кар'єр. Розгорнулося шкільне і культурне будівництво.
22 липня 1941 року під Липівцем частини 12 Армії нанесли контрудар і розгромили словацьку мотобригаду, та наступного дня змушені були здати селище.
У роки Другої світової війни діяло гетто, куди нацистами насильно зганялися євреї. За роки окупації близько 2 тисяч громадян було розстріляно. Діяли комуністична і націоналістична підпільні групи. 6 січня 1944 року радянські війська зайняли передмістя Гайсин і наступного дня весь Липовець, але німецьким військам вдалось оточити 4 дивізії 38 Армії. 12 березня 1944 року Липовець був звільнений від німецької армії. У полі біля Липовця, починаючи з кінця квітня 1942 року німецька поліція за підтримки місцевих патруліврозстріляла й закопала у двох масових похованнях понад 950 євреїв. На згадку про це в 1950-х роках було встановлено обеліски за ініціативи Леонтія Ушаренка, якого врятували в останню мить і який став свідком убивства його сім’ї і знайомих. У 2019 році на місцях масових поховань євреїв-жертв Голокосту було встановлено й відкрито два меморіали.
Після визволення у Липовці проживало 452 жителі. Та незважаючи на великі руйнування, посуху 1946 року, Липовець набув подальшого розвитку. З 1954 року існувало одне колективне господарство. Тоді в ньому було 3 великі електростанції. З 1960 року діяв ремонтний завод, з 1967 року відкрито музичну школу, значно відбудовано торговий центр. Крім того, у Липовці функціонували завод продтоварів, комбікормовий завод, цегельний завод, райдрукарня, молокозавод, комбінат кооперативної промисловості, кілька будівельних організацій, АТП-10544, дві лікарні, 4 школи, районне підприємство «Агромаш», райоб'єднання «Родючість», МРЕВ на кілька районів і т. д.

### Сучасність
З 1991 року, з проголошенням незалежності України, стало діяти кілька осередків партій, утворюються орендні та кооперативні підприємства. Утворено фермерську асоціацію «Замчисько». Пам'ятною подією стало 13 вересня 2001 року коли Липовцю було відновлено статус міста, за рішенням Верховної Ради України.
12 червня 2020 року, розпорядження Кабінету Міністрів України № 707-р «Про визначення адміністративних центрів та затвердження територій територіальних громад Вінницької області», об'єднана з Липовецькою міською громадою.
17 липня 2020 року, в результаті адміністративно-територіальної реформи та ліквідації Липовецького району, селище увійшло до складу Вінницького району.

## Населення

### Національний склад
Розподіл населення за національністю за даними перепису 2001 року:
| Національність  | Відсоток |
| --------------- | -------- |
| українці        | 97,58%   |
| росіяни         | 1,89%    |
| білоруси        | 0,20%    |
| інші/не вказали | 0.33%    |

### Мова
За даними перепису 2001 року 98,41 % населення міста вказали українську мову рідною, 1,40 % — російську, 0,19 % — інші мови.
Рідна мова населення за даними перепису 2001 року:
| Мова            | Чисельність, осіб | Доля   |
| --------------- | ----------------- | ------ |
| Українська      | 9 152             | 98,41% |
| Російська       | 130               | 1,40%  |
| Білоруська      | 7                 | 0,08%  |
| Румунська       | 5                 | 0,05%  |
| Вірменська      | 2                 | 0,02%  |
| Інші/Не вказали | 4                 | 0,04%  |
| Разом           | 9 300             | 100%   |

## Економіка
У Липовці на сьогоднішній день залишаються і діють: 
Цегельний завод  та декілька пекарень.
З 2012 по 2020 рік у місті працював завод з виробництва концентрованих соків компанії T.B.Fruit.
У 2021 р. запрацював перший в Україні завод з комплексної переробки часнику на напівфабрикати та спеції, для різних галузей харчової промисловості..
За часів в УРСР в Липовці працювали ряд підприємств:
- Липовецький ремонтно-ливарний завод; 
- Молочний завод;
- Липовецька сільгосптехніка;
- Липовецький ковбасний цех;
- Завод продтоварів;
- Хлібокомбінат.

## Пам'ятки
- Місце козацької перемоги біля стін Липовецького замку (докладніше дивіться Липовецька битва).
- Дерев'яна Покровська церква, збудована у 1852 році;
- Будівля Липовецького райвійськкомату — являє собою три історичні об'єкти: земську лікарню, повітову думу періоду визвольних змагань і найдавніший в області військкомат.
- Руїни водяного млина 19 століття;
- Частково збережена забудова центральної частини міста межі 19-20 століть;
- Словацький монумент під Липівцем — встановлений на місці, де 22 липня 1941 року була розгромлена словацька мотобригада, що воювала в складі 17-ї німецької армії, та загинуло багато словацьких вояків, які потрапили під перехресний радянський і німецький вогонь.
- Липовецький некрополь.

### Міста-побратими
| Місто  | Країна  | Дата угоди      |
| ------ | ------- | --------------- |
| Йихві  | Естонія | 3 липня 2012    |
| Єдинці | Молдова | 16 вересня 2024 |

## Відомі люди
- Вло́дек Лев Льво́вич (1842 — початок XX століття) — український архітектор.
- Грабчак Олег Вікторович (1988—2016) — старший солдат Збройних сил України, учасник російсько-української війни.
- Грабовський Олександр Вікторович (* 1987) — український воїн, учасник російсько-української війни.
- Грушко Роман Миколайович (1985—2015) — старший солдат Збройних сил України, учасник російсько-української війни.
- Зіндельс Абрам Мойсейович (* 1915 — † 1943) — Герой Радянського Союзу.
- Липківський Іван Васильович (1892—1937) — український художник, представник школи «бойчукістів».
- Мазур Олексій Ігорович (1995—2023) — старший солдат НГУ, учасник російсько-української війни.
- Мельник Омелян Федотович (1896—1977) — український громадський діяч у Китаю (Шанхай, Тяньцзінь) та США, член-фундатор парафії УАПЦ Св. Архангела-Михаїла в Сан-Франциско, почесний член парафії церкви Св. Володимира в Лос-Анджелесі
- Орел-Орленко Іван Михайлович (1896—1937) — хорунжий Дієвої Армії УНР, український художник, представник школи «бойчукістів».
- Пасічник Микола Іванович (* 1958) — український поет-гуморист.
- Пікульський Михайло Михайлович — сотник Армії УНР.[12]
- Сегеда Юрій Васильович — український поет і прозаїк.
- Слищенко Леонід Олександрович (1889—1941) — український військовий, громадський та церковний діяч на Далекому Сході та в Китаю
- Столярський Петро Соломонович — скрипаль, музичний педагог.
- Ткаченко Валентина Яківна (нар. 1919) — український мистецтвознавець.
- Тутковський Павло Аполлонович (* 1858 — † 1930) — український геолог, географ і педагог, академік АН УРСР.
- Щупак Натан Борисович (* 1902 — + рік см. невід.) — український лікар, професор медицини
- Щупак Самійло Борисович (1895—1937) — український літературний критик і журналіст

## Галерея

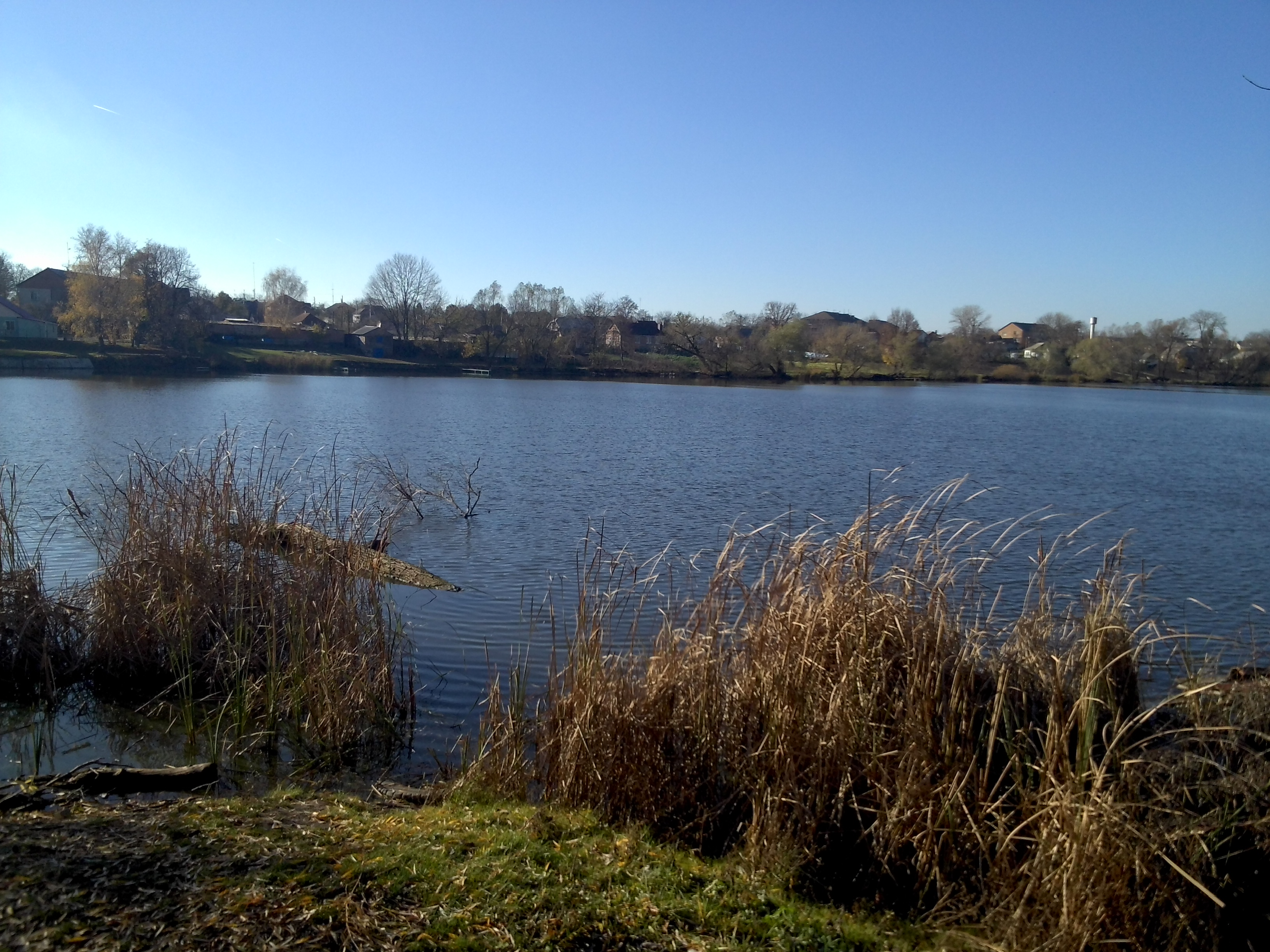
Ставок у Липовці
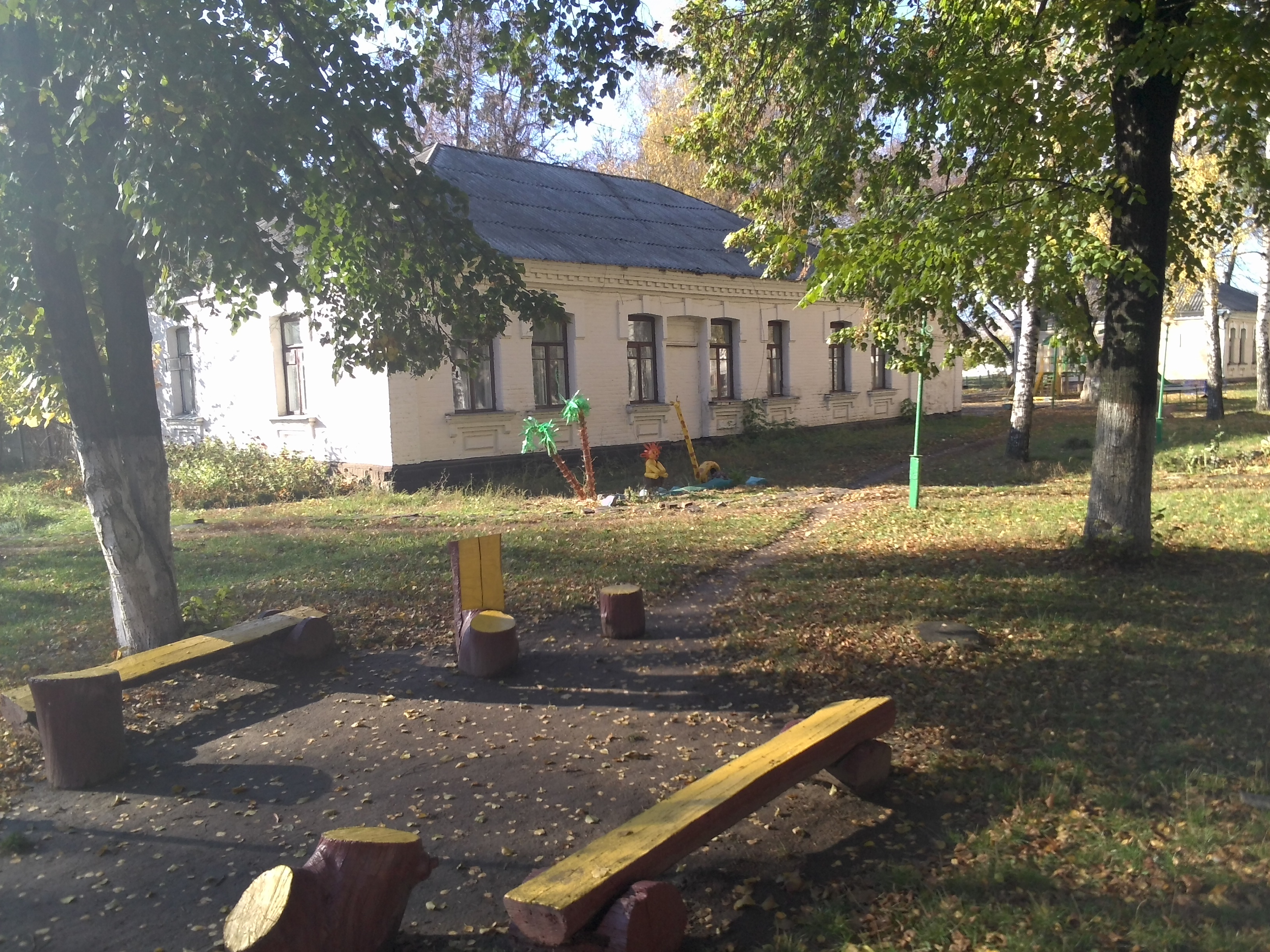
Липовецька обласна лікарня відновного лікування дітей
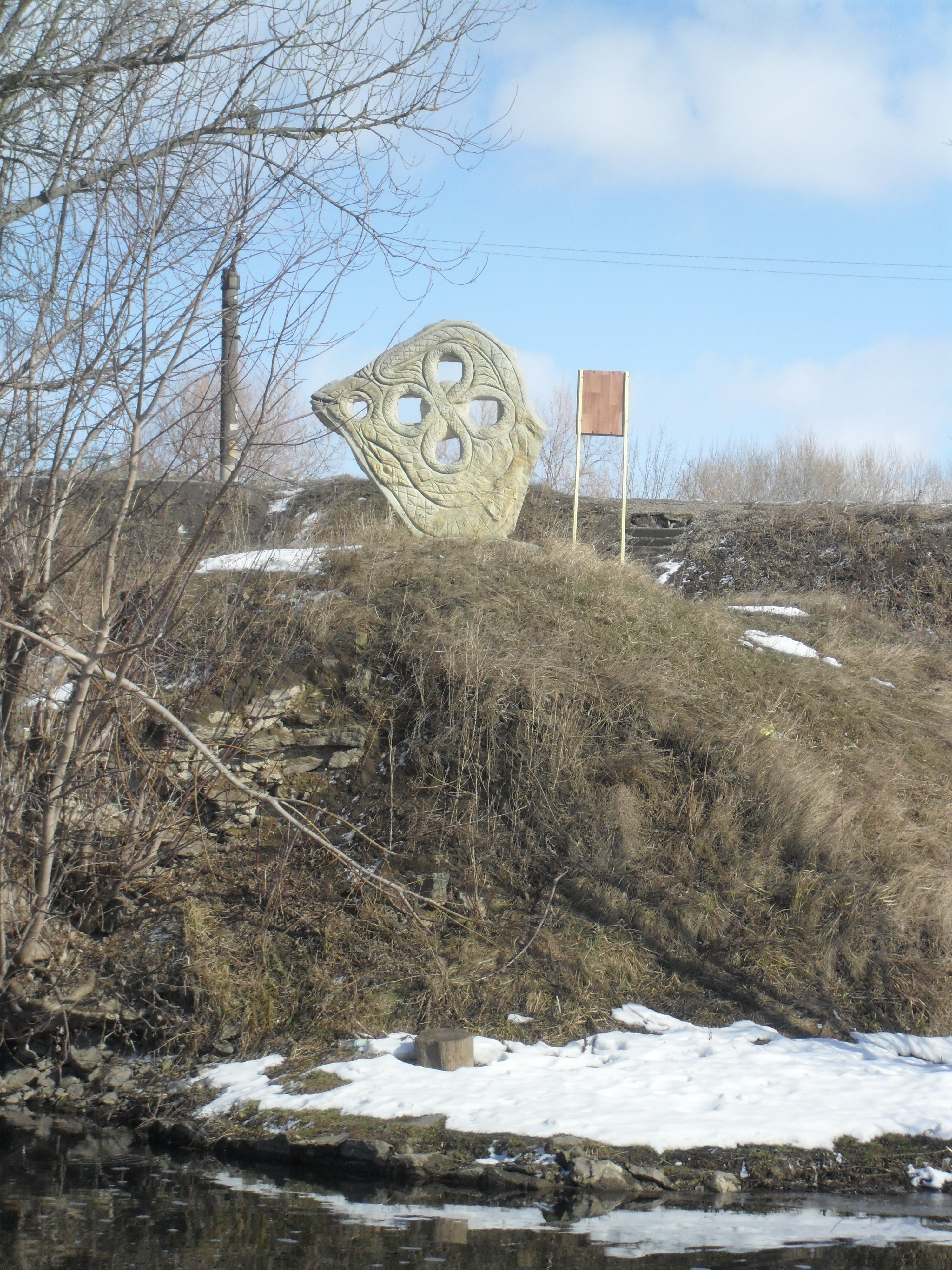
Монумент на честь Липовецької битви
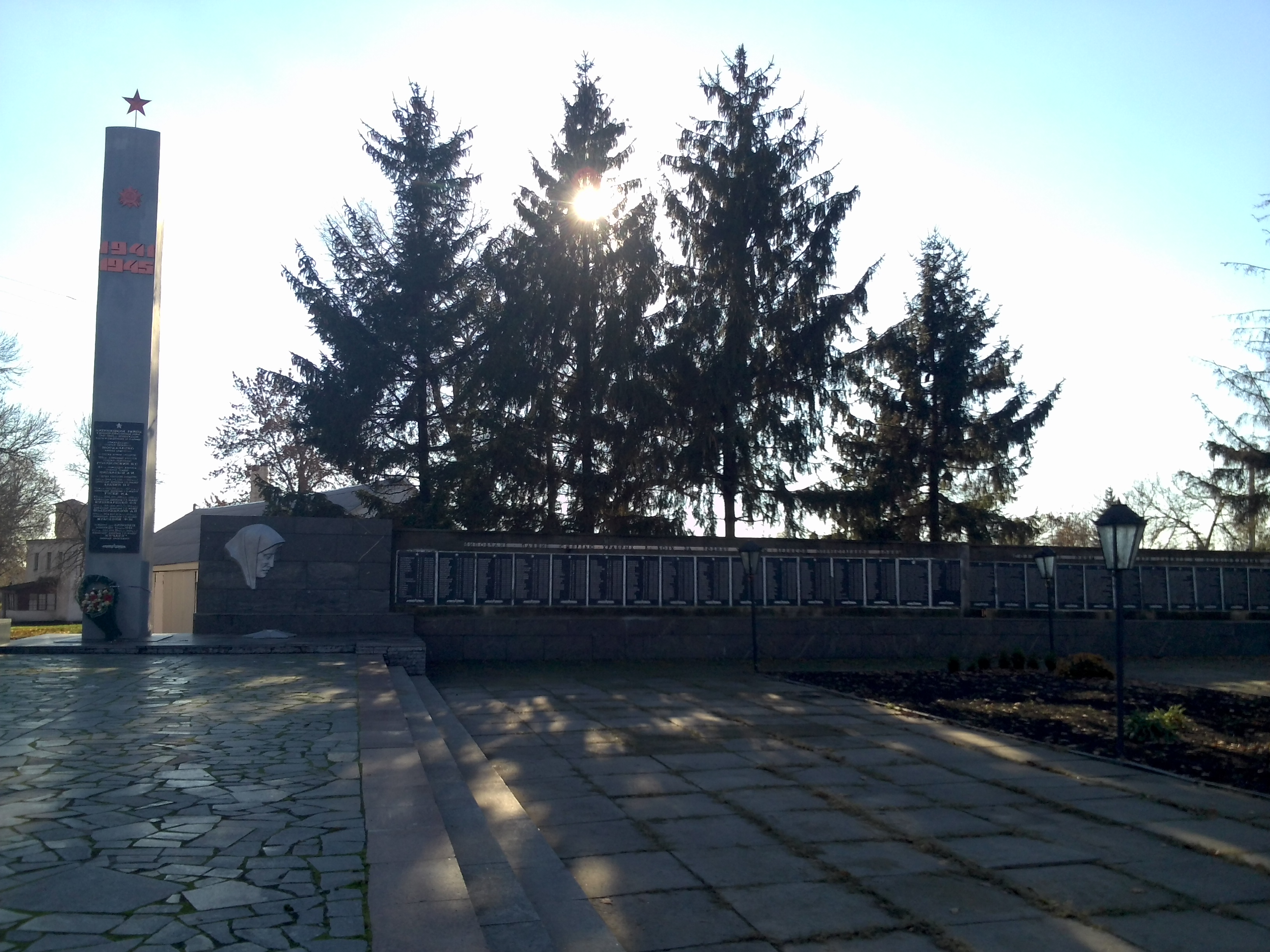
Братська могила
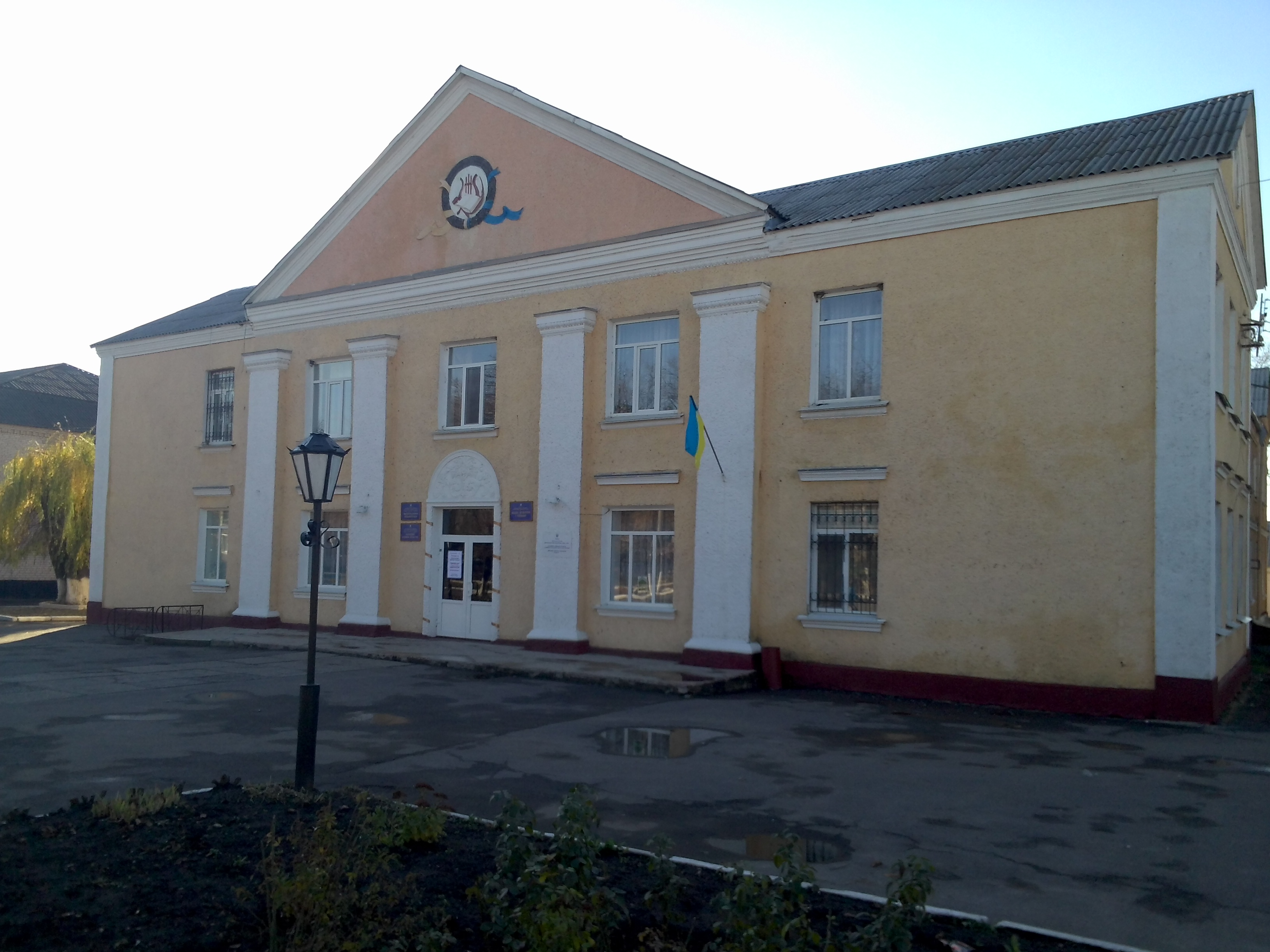
Липовецький будинок культури
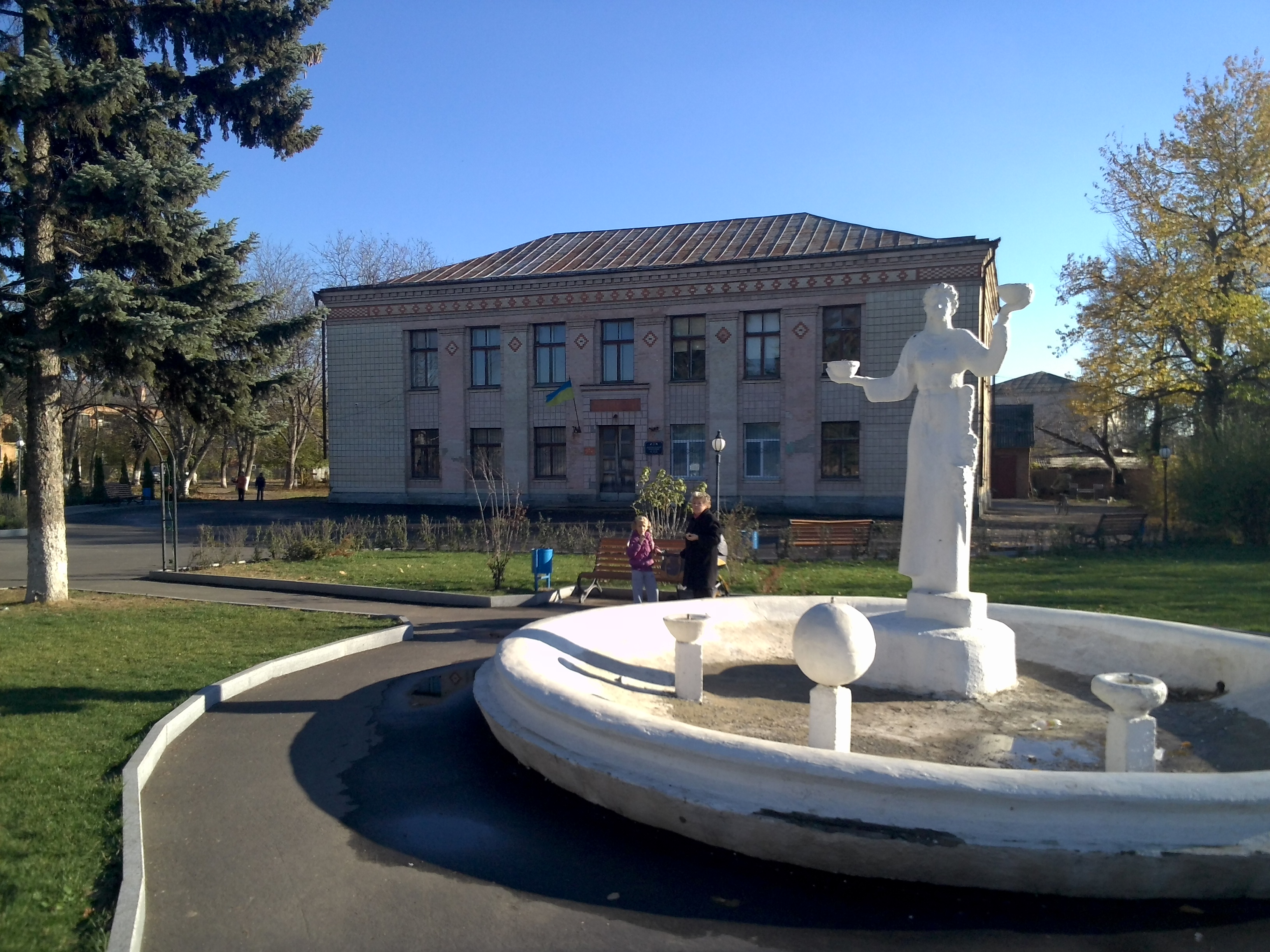
Липовецький районний суд
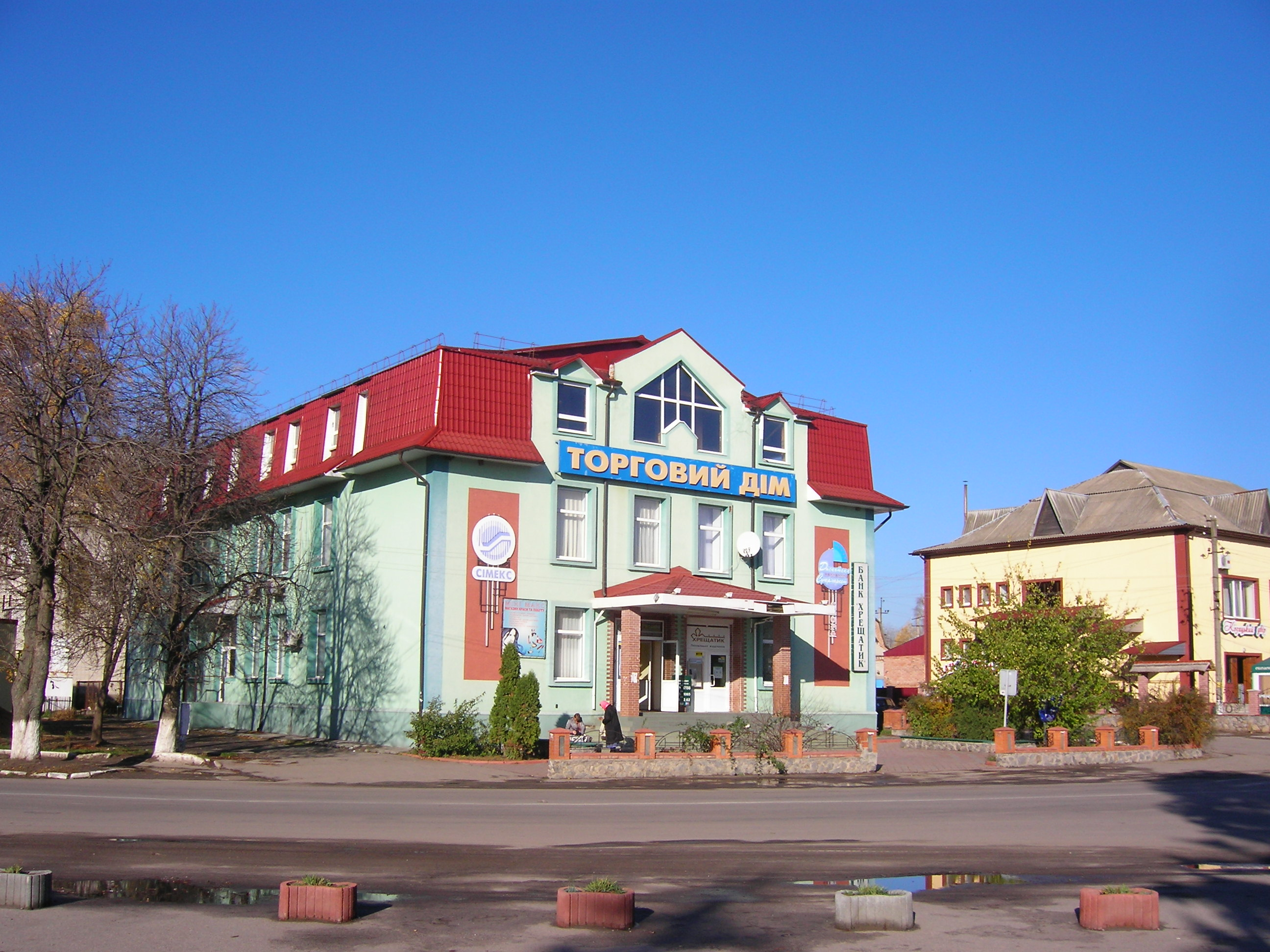
Торговий дім
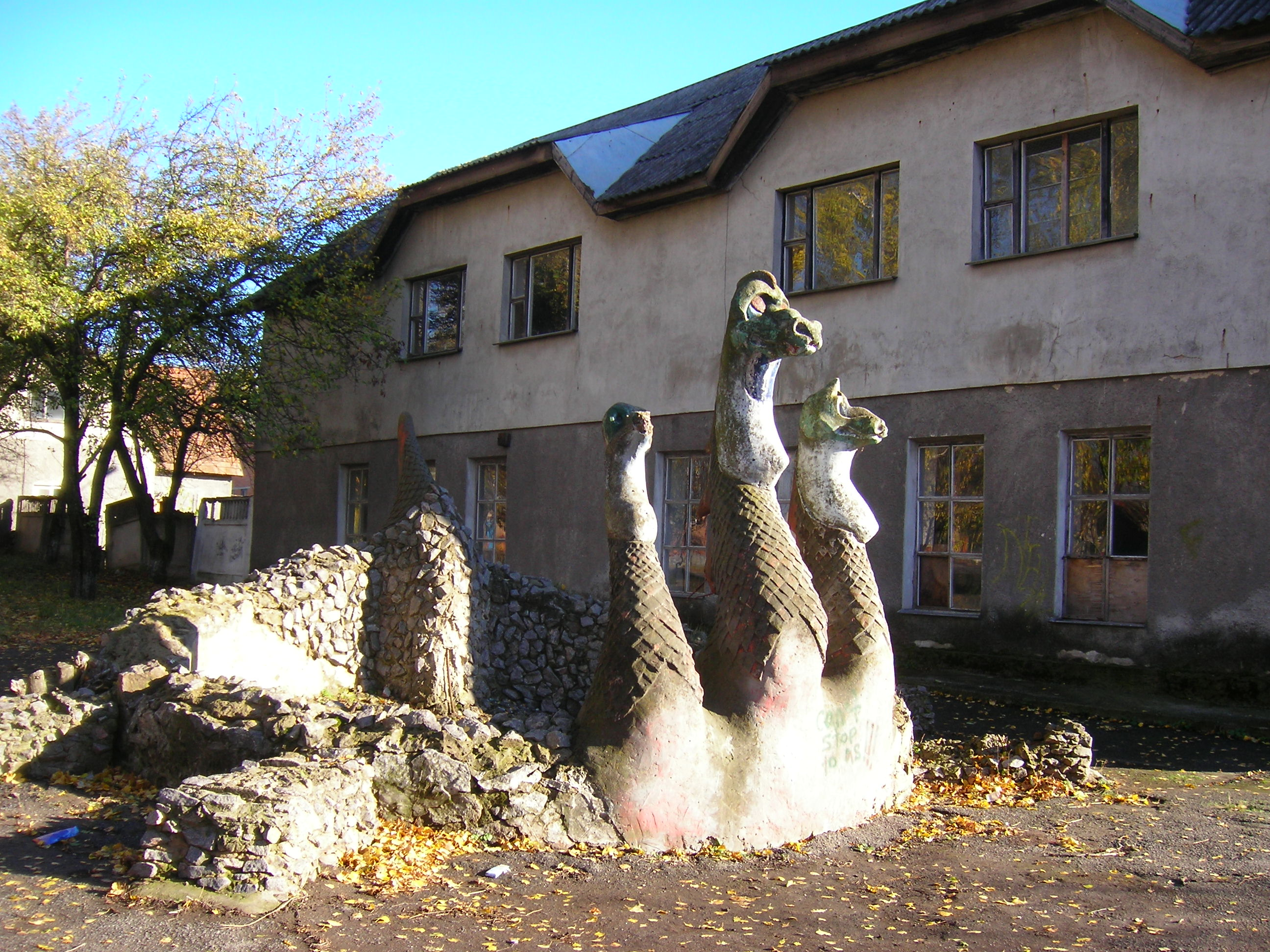
Змій Горинич
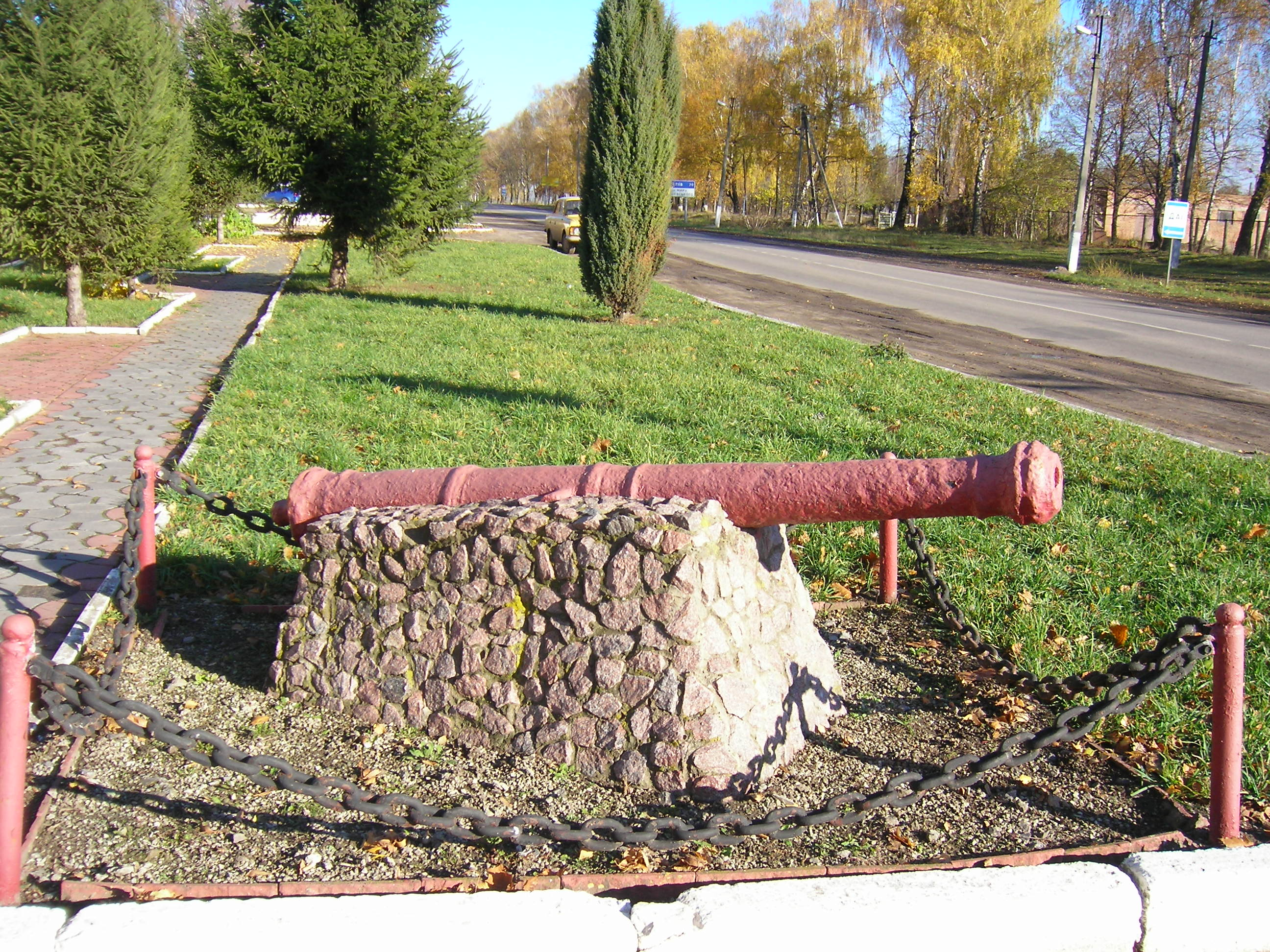
Козацька гармата XVII ст.
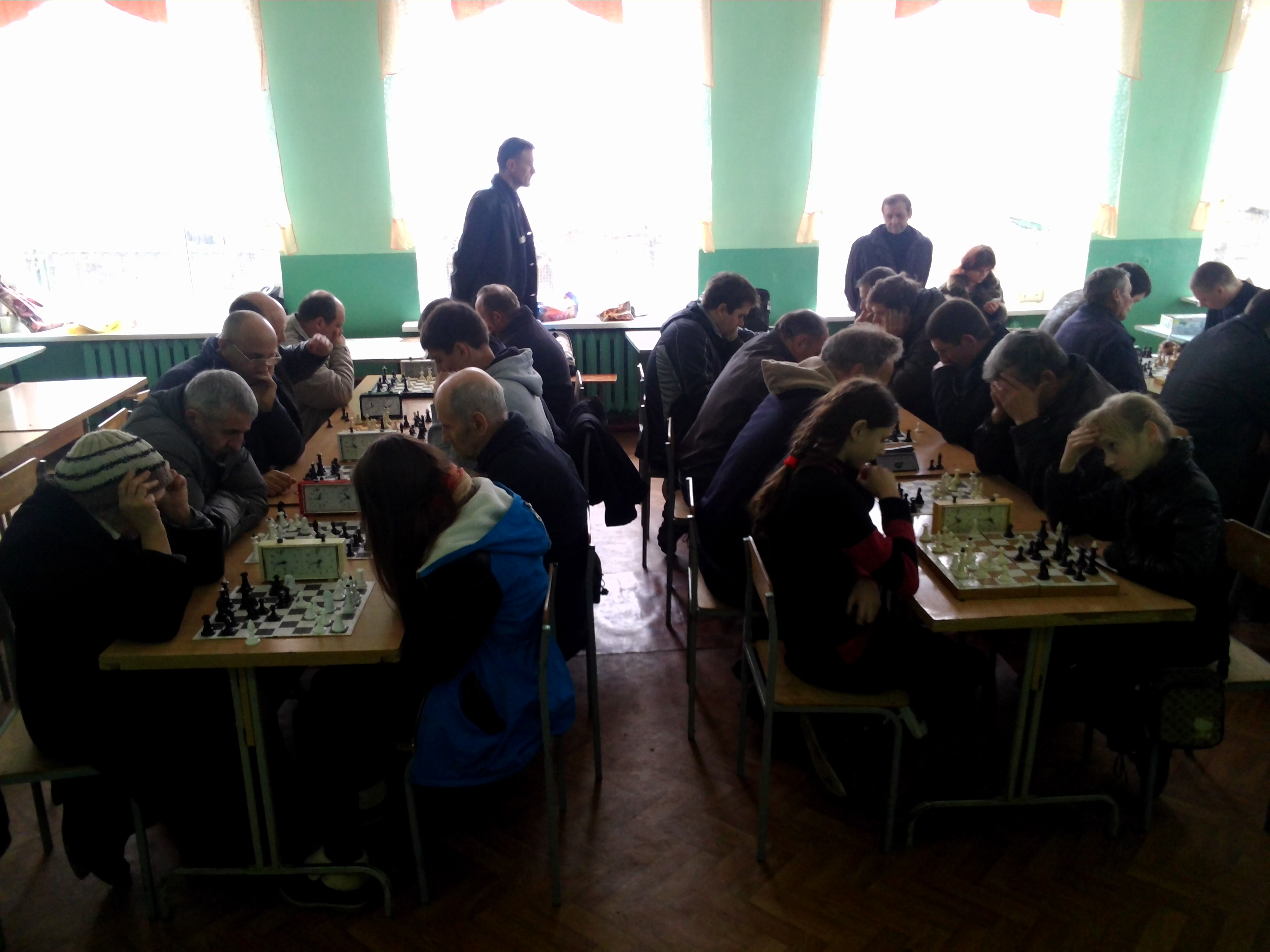
Шаховий турнір в Липовці
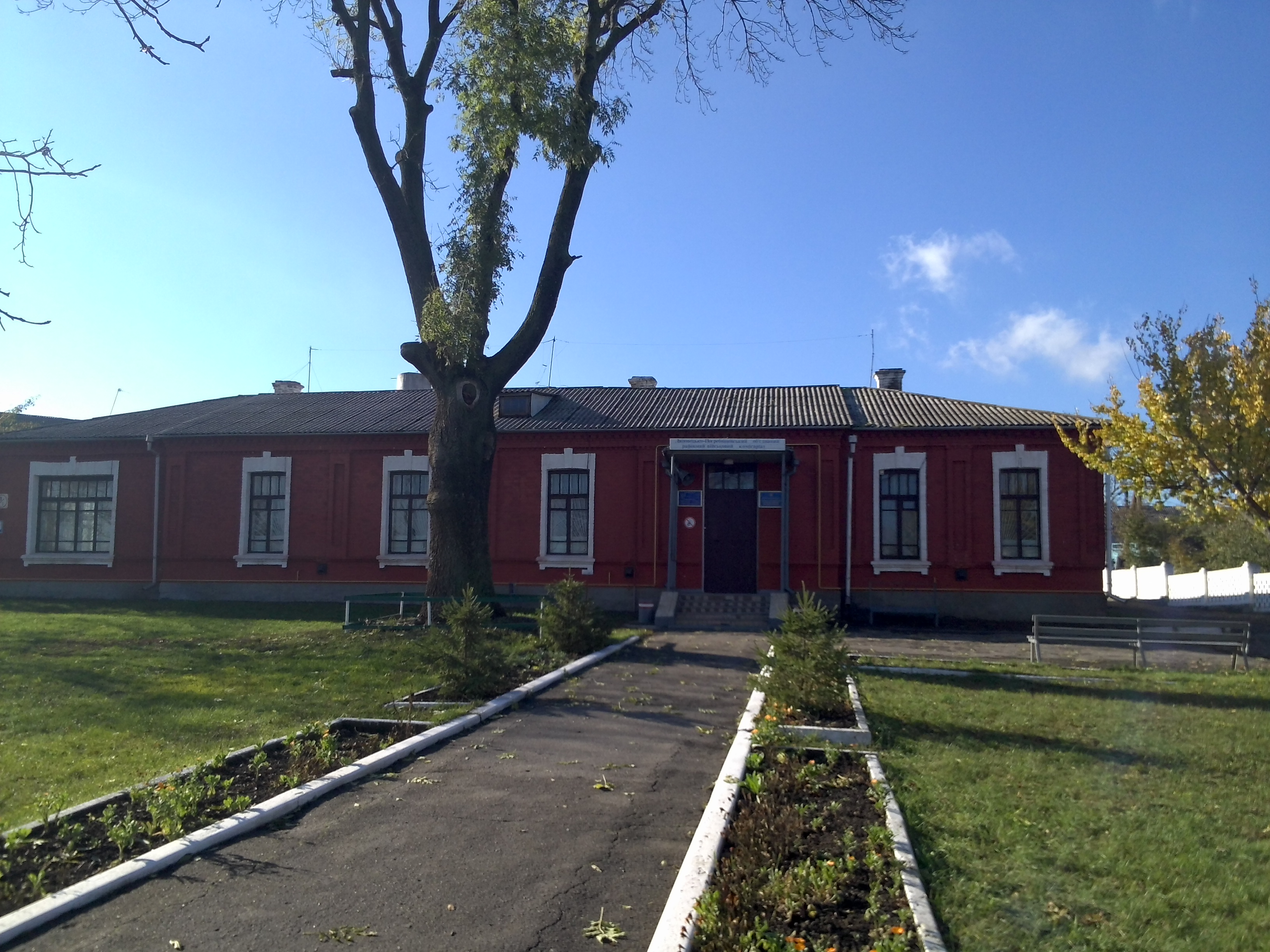
Липовецько-Погребищенський райвійськкомат
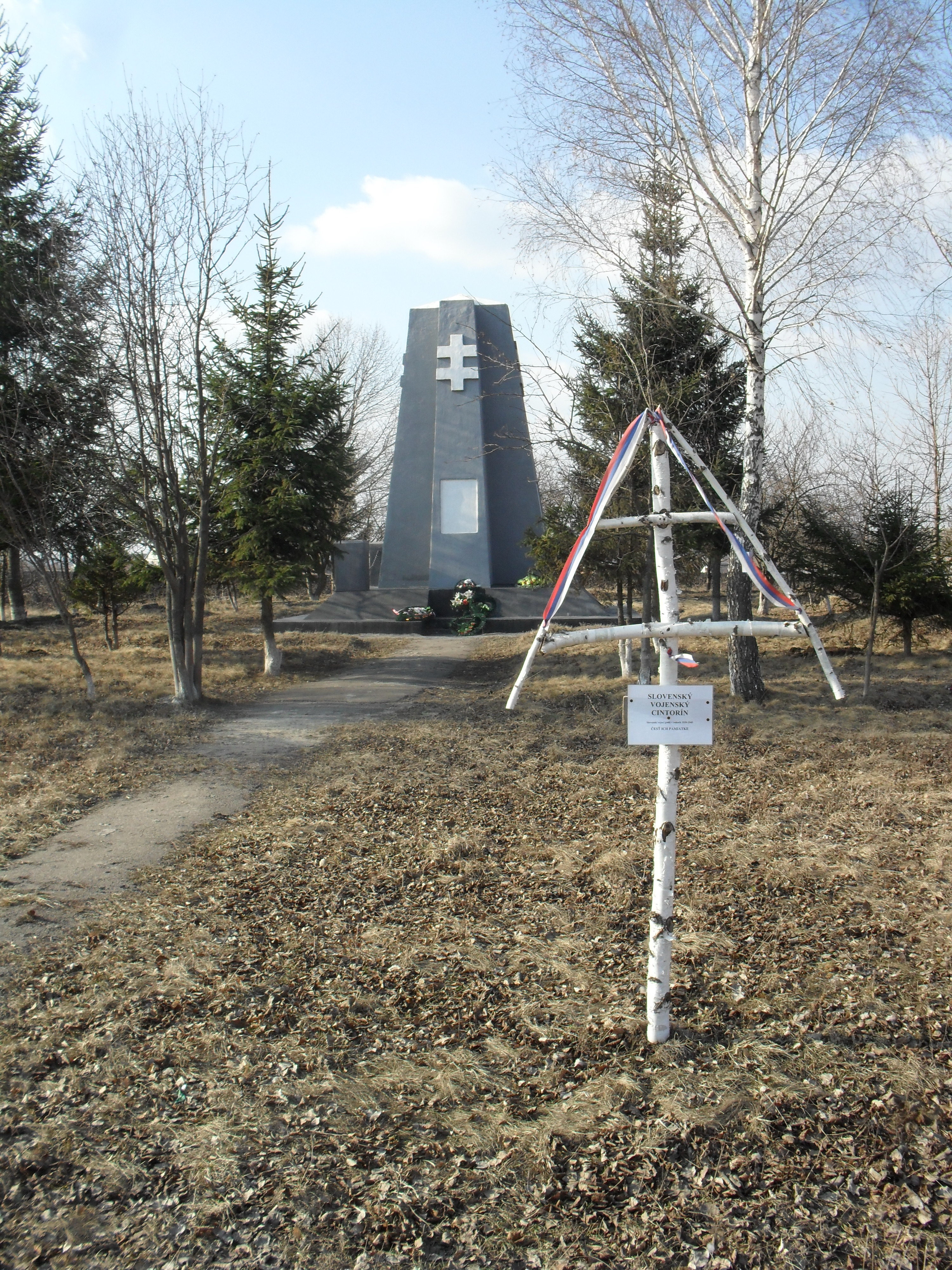
Словацький монумент
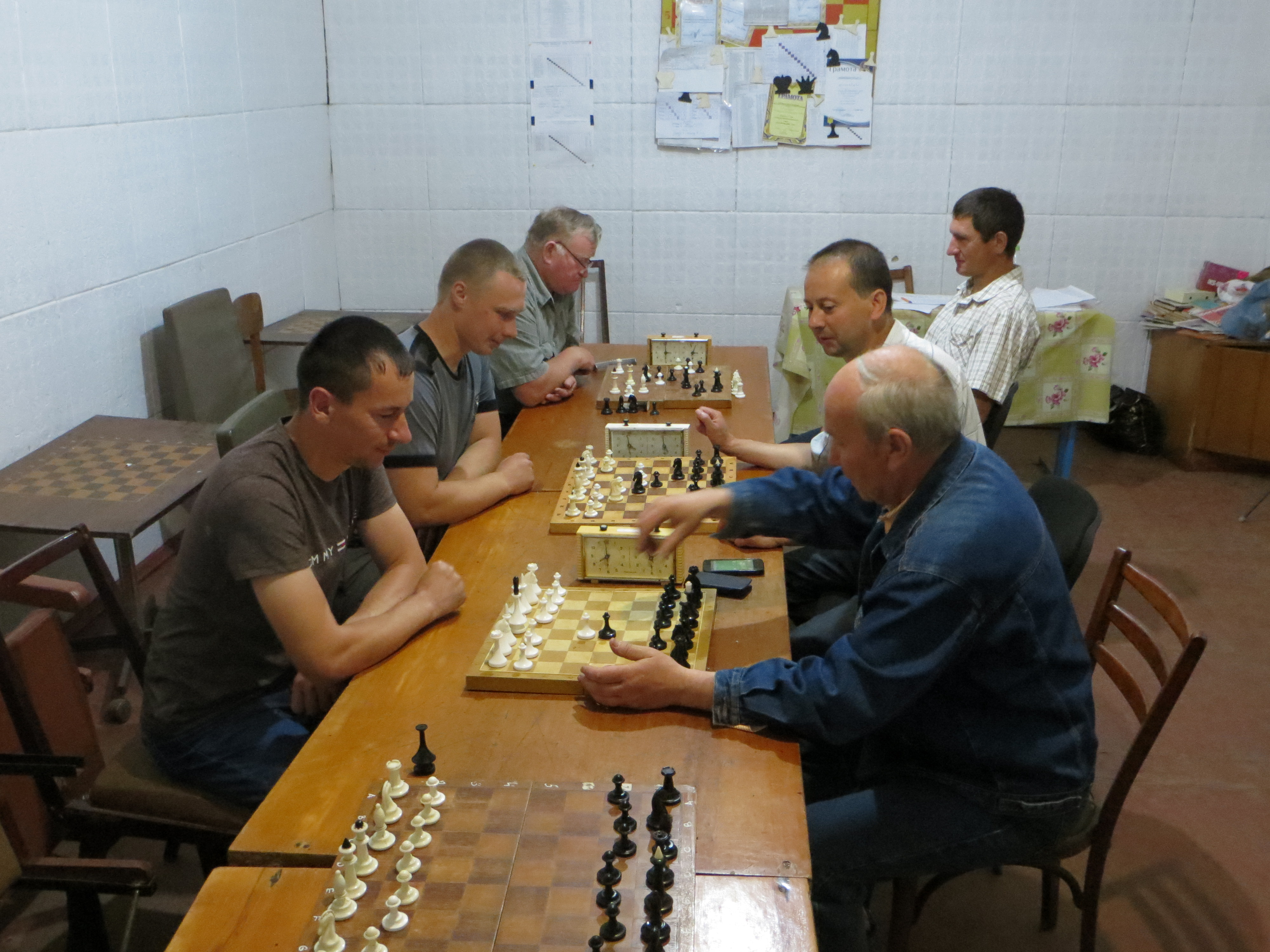
Шаховий клуб у Липовці